# NGC 7303
NGC 7303 هيَ مجرة حلزونية ضلعية تقع على بُعد 170 مليون سنة ضوئية من الأرض، وهي تقع ضمن كوكبة الفرس الأعظم. تم اكتشاف هذه المجرة في 15 سبتمبر 1828 على يد الفَلكي جون هيرشل.

## وصلات خارجية
- NGC 7303 على موقع ويكي سكاي: DSS2, SDSS, GALEX, IRAS, Hydrogen α, X-Ray, Astrophoto, Sky Map, Articles and images